# Kendkhurd
Kendkhurd (azerbajdzjanska: Kəndxurd, armeniska: Հողորտի, Hoghorti, ryska: Кендхурд, armeniska: Հաղորտի) är en ort i Azerbajdzjan.   Den ligger i distriktet Xocavənd Rayonu, i den centrala delen av landet, 260 km väster om huvudstaden Baku. Kendkhurd ligger 949 meter över havet och antalet invånare är 231.
Terrängen runt Kendkhurd är kuperad, och sluttar österut. Runt Kendkhurd är det ganska tätbefolkat, med 52 invånare per kvadratkilometer.. Närmaste större samhälle är Müşkapat, 1,7 km sydost om Kendkhurd. 
Trakten runt Kendkhurd består till största delen av jordbruksmark.